# Luverdense EC
Luverdense Esporte Clube är en fotbollsklubb från Lucas do Rio Verde i delstaten Mato Grosso i Brasilien. Klubben grundades den 24 januari 2004 av entreprenörer och bönder. Klubben har vunnit distriktsmästerskapet i sin delstat, Campeonato Matogrossense, vid ett tillfälle per 2011, säsongen 2009. Klubben fick spela i ett nationellt mästerskap för första gången 2008 när laget fick spela i Campeonato Brasileiro Série C.